# العريض (الدقهلية)
قرية العريض هي إحدى القرى التابعة لمركز بلقاس في محافظة الدقهلية في جمهورية مصر العربية. حسب إحصاءات سنة 2006، بلغ إجمالي السكان في العريض 5354 نسمة، منهم 2859 رجل و2495 امرأة.